# Moynat
 (septembre 2023).
La mise en forme du texte ne suit pas les recommandations de Wikipédia : il faut le « wikifier ».
Les points d'amélioration suivants sont les cas les plus fréquents. Le détail des points à revoir est peut-être précisé sur la page de discussion.
- Les titres sont pré-formatés par le logiciel. Ils ne sont ni en capitales, ni en gras.
- Le texte ne doit pas être écrit en capitales (les noms de famille non plus), ni en gras, ni en italique, ni en « petit »…
- Le gras n'est utilisé que pour surligner le titre de l'article dans l'introduction, une seule fois.
- L'italique est rarement utilisé : mots en langue étrangère, titres d'œuvres, noms de bateaux, etc.
- Les citations ne sont pas en italique mais en corps de texte normal. Elles sont entourées par des guillemets français : « et ».
- Les listes à puces sont à éviter, des paragraphes rédigés étant largement préférés. Les tableaux sont à réserver à la présentation de données structurées (résultats, etc.).
- Les appels de note de bas de page (petits chiffres en exposant, introduits par l'outil «  Source ») sont à placer entre la fin de phrase et le point final[comme ça].
- Les liens internes (vers d'autres articles de Wikipédia) sont à choisir avec parcimonie. Créez des liens vers des articles approfondissant le sujet. Les termes génériques sans rapport avec le sujet sont à éviter, ainsi que les répétitions de liens vers un même terme.
- Les liens externes sont à placer uniquement dans une section « Liens externes », à la fin de l'article. Ces liens sont à choisir avec parcimonie suivant les règles définies. Si un lien sert de source à l'article, son insertion dans le texte est à faire par les notes de bas de page.
- La présentation des références doit suivre les conventions bibliographiques. Il est recommandé d'utiliser les modèles {{Ouvrage}}, {{Chapitre}}, {{Article}}, {{Lien web}} et/ou {{Bibliographie}}. Le mode d'édition visuel peut mettre en forme automatiquement les références.
- Insérer une infobox (cadre d'informations à droite) n'est pas obligatoire pour parachever la mise en page.

Pour une aide détaillée, merci de consulter Aide:Wikification.
Si vous pensez que ces points ont été résolus, vous pouvez retirer ce bandeau et améliorer la mise en forme d'un autre article.
 (septembre 2023).
Moynat est un des plus anciens malletiers français. Son premier atelier a été fondé en 1849 par les artisans layetiers-emballeurs Octavie et François Coulembier. Ils s'associent plus tard à la marchande Pauline Moynat, qui a ouvert une boutique avenue de l'Opéra. La maison a été l'un des principaux noms de la maroquinerie de luxe de son époque. Connue pour son savoir-faire traditionnel dans la réalisation des articles de voyage sur mesure, le malletier est devenu célèbre notamment grâce à ses créations destinées au monde automobile, ainsi que ses innovations, qui ont rendu les malles plus légères et imperméables, et ses participations remarquées aux expositions universelles. La société actuelle porte le nom de Moynat Paris Sas.

## Histoire

### La rencontre entre deux familles
La maison Moynat est née de la rencontre entre Pauline Moynat, une marchande d’articles de voyage installée dans le quartier de l’Opéra, et la famille Coulembier, des artisans issus des faubourgs du nord de la ville.
Issus de la tradition des layetiers-emballeurs, Octavie et François Coulembier créent, en 1849, leur premier atelier. Ils s'associent ensuite avec la marchande Pauline Moynat pour ouvrir ensemble leur maison de vente en 1869. Installée au 5 place du Théâtre-Français (aujourd'hui place André-Malraux) et à l’angle d’une avenue de l’Opéra encore en construction – et dont elle est historiquement le plus ancien magasin. – l’adresse est au cœur du nouveau Paris. La petite place formait, avec la  Bourse et la Gare Saint-Lazare, ce qui allait devenir le triangle d'or de l’époque. Moynat y restera plus de cent ans.
La maison de vente était une référence pour les Français et les étrangers de passage par Paris à la recherche d’articles de voyage. Elle innove en commercialisant des sacs de dame dans le même endroit que les articles de voyage.

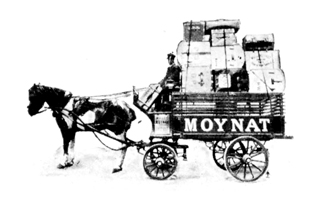
Une diligence à cheval Moynat, 1880.
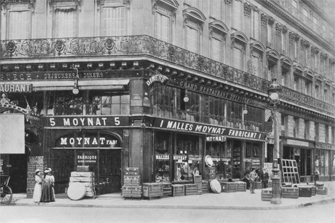
La Boutique Moynat au n°1 de l’avenue de l’Opéra en 1907.
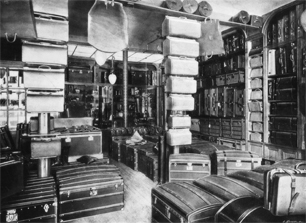
Vue intérieure de la Boutique Moynat en 1907.

### Trois générations portent le destin de la maison

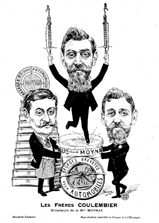
Les frères Coulembier, directeurs de Moynat, 1906.

La collaboration de Pauline Moynat et la famille de fabricants commence avec François Coulembier, et se poursuit avec ses fils Jules Ferdinand, Edmond, Louis et Maurice. Les Frères Coulembier, comme on les appelle, deviennent très vite figures incontournables du petit monde des articles de voyage parisien. En 1885, représentés par Jules Ferdinand, ils rachètent toutes les parts de la maison Moynat.
En 1910, les fils de Jules Ferdinand, nommés également Louis, Jules et Maurice, vont rejoindre la société, qui devient Jules Coulembier Aîné & ses fils. La maison connaitra son apogée sur égide des petits-fils du fondateur, qui la mettent sur le devant de la scène lors des expositions universelles du début du siècle et profitent l’essor de l’automobile pour devenir une référence dans le domaine des bagages pour ces nouveaux véhicules.
L’affaire restera entre les mains des frères Coulembier jusqu’en 1976.

### Moynat après l’ère Coulembier
Moynat ferme sa maison de vente du 5 place du Théâtre Français en 1976, mais ses malles continuent à voyager. Au début des années 1980, la famille Scholl reprend les droits sur la marque Moynat qu'elle exploite via la société Malles et Voyages. En 1989, la société Malles et Voyages est rachetée par Orcofi, la holding de la famille Vuitton qui vient de céder la majorité de ses parts dans LVMH. Henry Racamier, qui dirige Orcofi, projette de relancer Moynat pour concurrencer Louis Vuitton. En 1996, la holding Orcofi est cédée à AXA, ses actifs sont démantelés et les ambitieux projets de relance pour Moynat ne verront finalement pas le jour.
Début 2009, les droits sur Moynat seront repris par une société d'investissement luxembourgeoise, Luvanis, qui les cédera au Groupe Arnault en mai 2010.

### Les fabriques

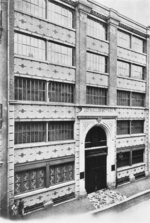
L'Usine-Fabrique Moynat rue Coysevox en 1907.

Les premières malles Moynat sortent des ateliers situés dans le quartier des Batignolles (au 65 rue Balagny, actuelle rue Guy-Môquet, et au 13, rue Capron), le quartier de résidence des Coulembier. En 1907 les Coulembier commencent à bâtir une fabrique-modèle au 15 rue Coysevox, proche de la butte Montmartre. La construction de l’immeuble dure plus de trois ans. Installée dans un bâtiment de 4 étages et 1 500 m², cette fabrique fait travailler plus de 250 ouvriers, la plupart des artisans spécialisés, qui réalisent toutes les malles Moynat. Pour la première fois à Paris on retrouve tous les savoir-faire des malletiers réunis dans un même endroit.

### Innovation

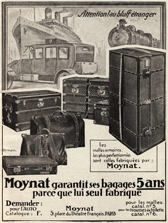
Publicité Moynat parue dans L'Illustration, 1914.

L’histoire de la Maison Moynat est marquée par l'innovation. Une des premières et la plus emblématique a été l’utilisation de la gutta-percha pour la fabrication et le doublage des malles, coffres et étuis à chapeaux. Ce matériau isolant issu d'un arbre originaire de Singapour, impressionne par sa malléabilité et la facilité avec laquelle il se prête à toutes les formes, mais surtout par son étanchéité.
Bien plus rigide et résistant que le caoutchouc, son cousin moins noble, il est complètement étanche – donc invulnérable au froid et à l'humidité – et n'est conducteur ni de l'électricité ni de la chaleur. Ces caractéristiques inspirent la maison Moynat à l'utiliser pour recouvrir, à l'aide d'un fer chaud, l'intérieur et l'extérieur des articles. L'invention, dont le brevet a été déposé le 9 décembre 1854, rend ses malles complètement imperméables et provoque une petite révolution dans le monde du transport d'objets. À tel point que lors des Expositions Internationales et Universelles de Bruxelles en 1910 et Gand en 1913, la section française crée dans son pavillon un groupe pour le secteur du voyage nommé « Groupe industrie du caoutchouc et de la Gutta-Percha, objets de voyage et de campement ».
Moynat est la première à développer en France, en 1870, la malle osier (connue comme malle anglaise). Inspirée des modèles britanniques elle est composée d'une armature en osier, recouverte d'abord de cuir, puis d'une toile vernie de gutta-percha la rendant plus étanche. Cette malle, dont la mise au point a demandé l'implication d'artisans vanniers et maroquiniers au sein des ateliers Moynat, constituait une solution pour les voyageurs craignant la limite de poids imposée dans les trains français. Très légère (pesant à partir de 2 kg), elle sera prisée par les voyageurs ne souhaitant pas payer d'excédent de bagages.
En 1889 Jules Coulembier perfectionne un nouveau système de malles légères. Ce dispositif est constitué d'une combinaison de lames en bois et de lames métalliques entrecroisées, qui rendent les nattes des parois des fûts (le corps de la malle) plus légères, tout en conservant la robustesse qui caractérise les produits de la maison.
En 1910, toujours confrontée aux limitations de poids touchant les bagages dans les trains imposées par les autorités françaises, le malletier accomplit un nouvel exploit avec la malle extra-légère et incassable. Véritable prouesse pour l'époque, cette malle, couverte de tissu de jonc, est constituée d'un bâti extra-rigide, robuste mais léger. L'innovation principale tient à la disparition des cerceaux en bois courbé, employés jusqu'à présent pour cercler ce type d'objet, réduisant ainsi considérablement le poids final.
La Maison Moynat invente également plusieurs dispositifs de sécurité pour ses malles. Une de ses premières inventions dans ce domaine a été le développement d’un système de caches et de poches dissimulées dans un double fond ou sous les parois dès 1866. Ensuite, en 1875, le malletier dépose le brevet d’une serrure de sûreté composé d'un système de fermeture formé de deux clefs distinctes à simple ou double panneton (la partie destinée à actionner la serrure), puis une deuxième, carrée, qui fait un quart de tour et bloque complètement le verrou.

### Moynat et les Expositions Universelles
Moynat a été un des malletiers le plus présent dans les Expositions Universelles. La maison participe à l’événement depuis la deuxième édition parisienne qui se tient en 1867. Inaugurée par l'Empereur Napoléon III et l'Impératrice, cette édition a été connue comme Exposition Universelle d’Art et d’Industrie .
Les créations de la maison sont sélectionnés par les organisateurs et ensuite appréciés par les plus de 11 millions de visiteurs qui arpentent les pavillons montés sur le Champ-de-Mars.
La maison Moynat participe ensuite à l'Exposition universelle de 1900 à Paris, puis à Turin, en 1911, où les Coulembier ont même fait partie du jury. Deux ans plus tard, en 1913, la maison emporte un grand succès à l’Exposition Universelle de Gand, où  Messieurs François et Lavergne, artisans de longue date des ateliers Moynat, reçoivent chacun une médaille d'Or pour récompenser leur talent. Leurs collègues Charles Grossetête et Henri Soulas rentrent à Paris avec une médaille d'Argent chacun.
Mais c’est en 1925, lors de l'Exposition Internationale des Arts Décoratifs et Industriels, que Moynat bat tous les records. La maison, qui connaît un grand succès notamment grâce à ses malles automobiles recueille 5 médailles d'or, 6 médailles d'argent et 2 médailles de bronze, un palmarès qui place Moynat à la tête des malletiers français.
La vedette de la participation de la maison à l’exposition internationale est la « malle de maroquin rouge », un objet rare dessiné par le jeune directeur artistique Henri Rapin. La malle, qui remporte le Diplôme d'Honneur de l’événement, marque la fructueuse collaboration entre l’artiste et le malletier.
Cet objet, qui mélangeait les savoir-faire de la maroquinerie, la marqueterie, la boiserie, et la bijouterie, fédérait ce qu'il y avait de plus pointu et créatif dans les arts appliqués de l'époque. Entièrement décorée par des clous, elle rendait hommage aux premières malles qui ont succédé aux coffres.

### La collaboration avec Henri Rapin
En 1905, la Maison Moynat entame une longue collaboration avec l’artiste Henri Rapin. Alors qu'il sort de l'École Nationale des Beaux-arts, Jules lui demandera d'illustrer les catalogues de la maison. Ensuite il réalise différentes étiquettes sur le thème du voyage qui deviennent une signature discrète à l’intérieur des malles Moynat.

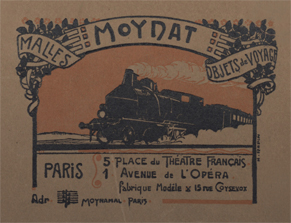
Un des logos Moynat dessiné par Henri Rapin.

Le logo triangle Moynat dessiné par Henri Rapin.

Entre 1905 et 1910, Henri Rapin traduit la poésie du voyage en réalisant les logotypes de la Maison, qui mettent en scène les moyens de transport de l’époque. Diligences, trains, paquebots, voiture ou encore l’avion fendant les airs illustrent les créations, qui deviennent les emblèmes de Moynat.
C’est aussi Henri Rapin qui dessine un motif pour la maison, un besoin de signe distinctif à un moment de l’histoire où la maison Moynat commence à être copiée. C’est ainsi que l’artiste imagine une trame formée par un enchainement de lettres M. Si l’initiale de la Maison est immédiatement reconnaissable, son enchevêtrement dessine un motif élégant et sobre, comme le souhaitait Jules Coulembier quand il donne carte blanche à l’artiste.
La collaboration artistique d'Henri Rapin avec Moynat dure presque trois décennies.

## Produits et Caractéristiques

### Les malles sur mesure
Moynat proposait une vaste gamme d’articles sur mesure. Après la malle en osier et la malle extra-légère, à partir de 1875 la maison développe différents types de malles plates, capables d'être plus facilement empilées, accommodées ou simplement glissées sous le lit des trains. Elle a imaginé pour un de ces modèles un système d’ouverture par le devant, qui évitait le besoin de sortir complètement la malle hors de son emplacement sous la couchette du train à chaque fois que l'on devait chercher un vêtement ou un objet.
Moynat est aussi l'une des premières à concevoir des malles-armoire, et crée notamment, en 1912, une malle-armoire à support de porte-manteau pivotant, qui permet de faire sortir tous les porte-manteaux auxquels les vêtements sont suspendus d'un simple coup de main sans les froisser.
Moynat est également la première à utiliser le camphrier pour la réalisation des malles destinées au transport de fourrures. L’emploi de ce bois noble venu d’Asie et dont l’odeur résistait pendant plusieurs années, protégeait les manteaux des mites. Cette malle en camphrier a été créée dans les années 1920, à la suite des réclamations d’une élégante cliente parisienne, fatiguée de voir ses fourrures attaquées par les insectes lors des voyages.

### Les bagages pour automobiles
À partir de 1900, Moynat devient un spécialiste indiscutable des bagages pour automobiles - toujours sur mesure -, pour lesquels la Maison développe de multiples brevets.
Moynat crée des malles limousines qui prennent toute la largeur et la forme du toit et sont arrimées par un système ingénieux d'attache-ressort breveté. La maison invente, dans les années 1920, les Demi-Malles limousine, un modèle composé de deux malles qui, attachées l'une à l'autre, avaient le format d'une malle limousine conventionnelle. Cela permettait d'assurer une égale répartition du poids sur le toit de la voiture.
La maison est également la première à imaginer une malle avec des talonnettes formées par des patins confectionnés en matière souple qui surélevaient la malle sur toute l'étendue de son fond et répartissaient la charge sur les montant latéraux de la carrosserie. Cela permettait la circulation de l'air et provoquait une adhérence évitant que les malles glissent et que la carrosserie de la voiture souffre avec les secousses.
La maison a été l’une des premières à instaurer l'utilisation systématique des enveloppes-capot sur ses malles de voitures. Ces housses, confectionnées en toile goudronnée en gutta-percha, étaient toujours assorties aux couleurs de la carrosserie et protégeaient les bagages.
Moynat a beaucoup joué avec les formes, comme pour les « malles d'arrière », qui gagnent des bombées d'un seul côté, convexes sur une des parois, et même aux formes trapézoïdales, afin de mieux épouser la carrosserie. Le tout était fait sur commande, par des artisans qui allaient prendre les mesures des carrosseries à domicile en cas de besoin. Le malletier a collaboré avec différents carrossiers, comme Bugatti, Binder, Voisin, Labourdette ou la maison Mühlbacher.
En 1928, la Maison Moynat invente une malle à glissement latéral, qui permet son déchargement plus rapide de la voiture. Ce dispositif a largement inspiré les coffres intégrés aux véhicules créés à partir de 1930.

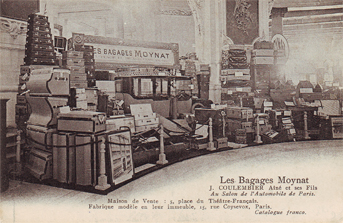
Stand Moynat au Salon de l'Automobile de Paris, 1920.
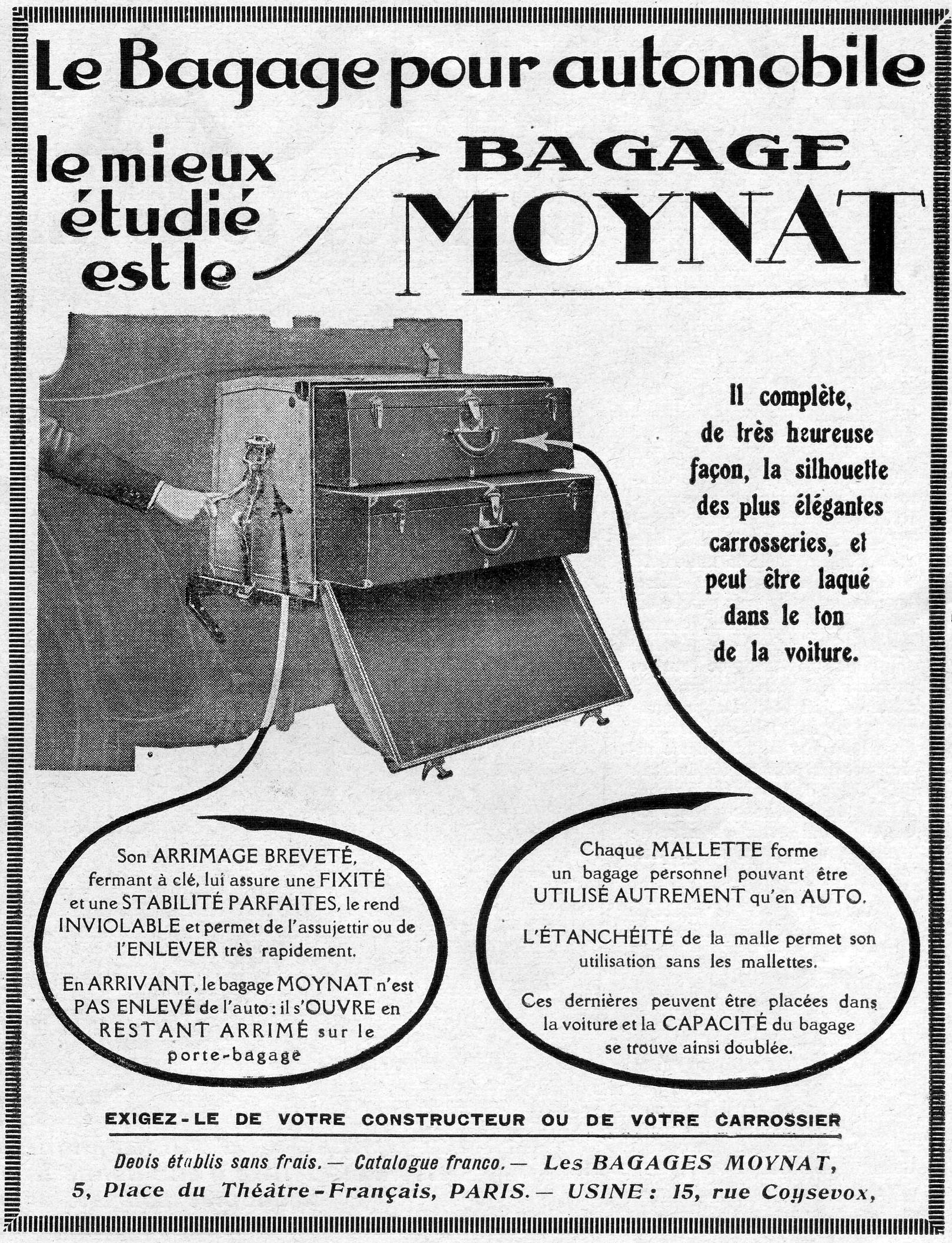
Publicité Moynat parue dans L'Illustration, 1924.
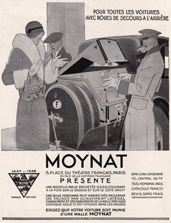
Publicité Moynat parue dans L'Illustration, 1929.

### L’art de vivre Moynat
Au-delà des malles, Moynat proposera un grand choix de nécessaires de toilette, de produits de petite maroquinerie mais aussi des articles textiles, des produits de papeterie et des arts de la table, créant un véritable art de vivre autour de la maison.
Moynat a imaginé des malles de pique-nique, des mallettes-buffets et paniers à thé. Accommodés dans des malles en osier créés par la maison, ces nécessaires comportaient tout ce dont on avait besoin pour organiser un repas à l’extérieur.
Le malletier a créé également des Hold All. Ces porte-habits formés par une grande toile dans lequel on roulait les couvertures et les manteaux étaient réalisés en plusieurs tailles et matériaux, comme le cuir, la toile havane bordée cuir, la toile enduite à la gutta-percha et les dessins écossais. 
Certains collectionneurs reconnaissent Moynat comme le plus prolifique des malletiers français.

### La couleur
La maison Moynat proposait des coloris sur mesure et laquait chaque malle automobile dans le ton de la carrosserie.
Au-delà des bagages de couleur unie, a maison Moynat a réalisé des malles arborant des rayures beiges (dans les années 1860/1870), des damiers (à partir de 1880) ou le motif Moynat réalisé par Henri Rapin (à partir de 1920).
Parmi toutes les couleurs, il y en a une qui a été particulièrement employée chez Moynat : l’ambre. Dérivé des tonalités du cuir, ce brun orangé aux nuances de fauve est devenu avec le temps un des codes de la Maison.

## La relance
Alors que l'entreprise a disparu en 1976, Bernard Arnault acquiert les droits sur la marque éteinte Moynat, via sa holding personnelle, le Groupe Arnault, courant 2010,.
Le projet de relance, après 35 ans de silence, est mené par Guillaume Davin (ex-Louis Vuitton Japon), nouveau PDG de Moynat. La création est confiée à Ramesh Nair (ex-Hermès). En décembre 2011, Moynat ouvre une première boutique au 348 rue St Honoré à Paris qui précède celle de Londres au 112 Mount Street dans le quartier de Mayfair, ouverte en mars 2014.
En parallèle, la maison développe sa présence à Paris (Galeries Lafayette & Le BonMarché)  ainsi que dans de grandes métropoles asiatiques (Tokyo, Seoul, Hong Kong et Pékin) avec l'ouverture de différents corners au sein de grands magasins tels que Isetan, Landmark ou Yintai.
En 2022, la maison annonce la nomination d'un nouveau directeur créatif : Nicholas Knightly. Il était depuis 2004 directeur du design pour la maroquinerie chez Louis Vuitton, après avoir collaboré pour Mulberry.

#### Presse
- Philippe Couderc, « Les malles de luxe : convois exceptionnels », Challenges, no 351,‎ 27 juin 2013, p. 72 à 74 (ISSN 0751-4417)